# 藪川
藪川（やぶかわ）もしくは薮川とは、岩手県盛岡市の大字であり、多くの小字を擁する。郵便番号は028-2711。盛岡市の住民基本台帳によると2022年（令和4年）5月末時点での藪川の住民は181人、世帯数は104世帯である。旧南岩手郡のち岩手郡藪川村、旧岩手郡玉山村大字藪川、旧盛岡市玉山区藪川に相当する。薮川そばの産地や本州で一番寒い地域、ワカサギ釣りの名所として著名である。

## 地理
藪川は盛岡市の北東部に位置し、北で岩手郡岩手町川口と、北東で岩手郡葛巻町江刈と、東で下閉伊郡岩泉町釜津田と、南で盛岡市新庄と、西で玉山や上米内と接する。
域内は森林が多くを占めており、平地はほとんどないが、東西に藪川を横断する国道455号沿に小規模な集落が形成されている。

### 地形

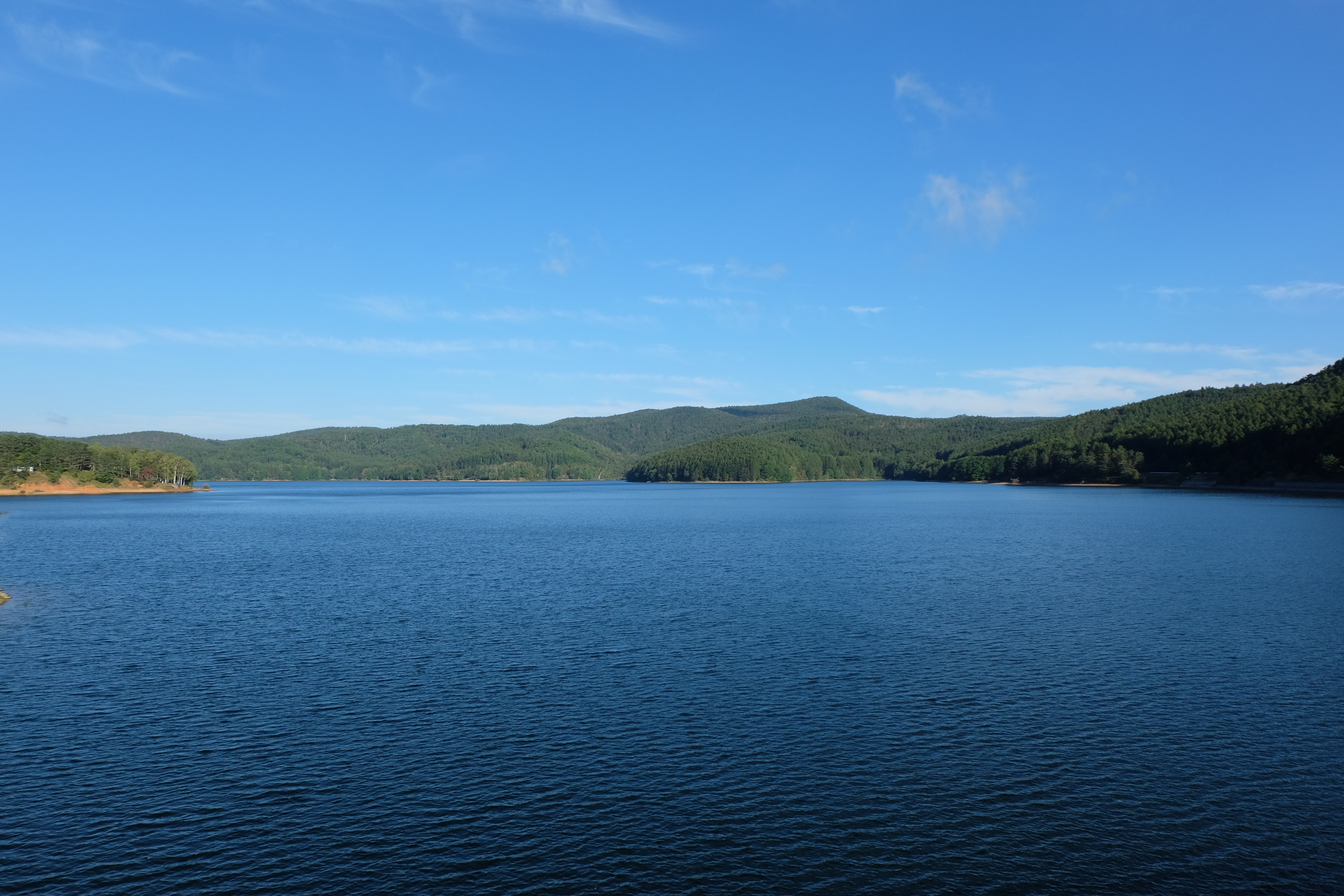
岩洞湖（2013年9月29日）

北上山地の1,000m級の山々がそびえ立ち、その山間に丹藤川といった河川が流れる。また、藪川はダムを建設するのに適した地形をしているため、外山ダムと岩洞ダムが建設されている。
山々
- 大森山
- 大尺山
- 御大堂山
- 七兵衛頭
- 茶臼台
- 川場台
- 早坂峠（約916m）

河川
- 丹藤川[10]
  - 末崎川
  - 軽町沢
  - 柴沢川
- 外山川[11]

湖沼
- 岩洞湖

### 小字
藪川は以下のような小字を擁する。
- 大志田川
- 大の平
- 亀橋
- 川場
- 逆川
- 外山
- 橋場
- 日向
- 町村
- 末崎川

## 気候
ケッペンの気候区分によると、薮川は亜寒帯湿潤気候に属しており、周囲を山に囲まれ岩洞湖に冷気がたまりやすいという地理的条件のため、非常に寒冷な土地である。2月の平均最低気温は-13.0度と、標高1200m台の群馬県草津や長野県菅平アメダスをも下回り、本州の全てのアメダスで最も低い。放射冷却によって零下20°Cを下回ることも珍しくないほか、岩手県宮古市区界、岐阜県高山市六厩、長野県上田市菅平、長野県南牧村野辺山 と並んで、初秋や晩春にも氷点下の厳しい冷え込みを観測することがあり、本州で最も寒冷な土地の一つとされる。現在のアメダス地点（藪川字外山に位置する標高680mのもの）とは違う場所で、非公式（アメダス以前の気象観測所のため非公式扱いとされる）ながら1945年1月26日には-35℃という北海道内陸部並みの冷え込みを記録している。寒冷な気候を生かして蕎麦の栽培が行われ、藪川そばという特産品となっている。
- 最高気温極値（1976/11 - ）31.8℃（2018年8月23日）
- 最低気温極値（1976/11 - ）-27.6℃（1988年2月17日）[15]。

| 薮川（1991 - 2020）の気候 | 薮川（1991 - 2020）の気候 | 薮川（1991 - 2020）の気候 | 薮川（1991 - 2020）の気候 | 薮川（1991 - 2020）の気候 | 薮川（1991 - 2020）の気候 | 薮川（1991 - 2020）の気候 | 薮川（1991 - 2020）の気候 | 薮川（1991 - 2020）の気候 | 薮川（1991 - 2020）の気候 | 薮川（1991 - 2020）の気候 | 薮川（1991 - 2020）の気候 | 薮川（1991 - 2020）の気候 | 薮川（1991 - 2020）の気候 |
| 月                        | 1月                       | 2月                       | 3月                       | 4月                       | 5月                       | 6月                       | 7月                       | 8月                       | 9月                       | 10月                      | 11月                      | 12月                      | 年                        |
| ------------------------- | ------------------------- | ------------------------- | ------------------------- | ------------------------- | ------------------------- | ------------------------- | ------------------------- | ------------------------- | ------------------------- | ------------------------- | ------------------------- | ------------------------- | ------------------------- |
| 最高気温記録 °C （°F）    | 7.7 (45.9)                | 12.6 (54.7)               | 16.4 (61.5)               | 24.8 (76.6)               | 30.3 (86.5)               | 28.9 (84)                 | 30.9 (87.6)               | 31.8 (89.2)               | 29.4 (84.9)               | 25.7 (78.3)               | 20.5 (68.9)               | 13.5 (56.3)               | 31.8 (89.2)               |
| 平均最高気温 °C （°F）    | −2.2 (28)                 | −1.3 (29.7)               | 2.5 (36.5)                | 10.0 (50)                 | 16.7 (62.1)               | 20.3 (68.5)               | 23.3 (73.9)               | 24.4 (75.9)               | 20.3 (68.5)               | 14.2 (57.6)               | 7.3 (45.1)                | 0.6 (33.1)                | 11.3 (52.3)               |
| 日平均気温 °C （°F）      | −6.6 (20.1)               | −5.9 (21.4)               | −2.1 (28.2)               | 4.2 (39.6)                | 10.4 (50.7)               | 14.8 (58.6)               | 18.9 (66)                 | 19.7 (67.5)               | 15.3 (59.5)               | 8.5 (47.3)                | 2.3 (36.1)                | −3.4 (25.9)               | 6.4 (43.5)                |
| 平均最低気温 °C （°F）    | −13.2 (8.2)               | −13.0 (8.6)               | −8.3 (17.1)               | −2.1 (28.2)               | 3.5 (38.3)                | 9.1 (48.4)                | 14.7 (58.5)               | 15.3 (59.5)               | 10.3 (50.5)               | 2.5 (36.5)                | −3.3 (26.1)               | −8.7 (16.3)               | 0.6 (33.1)                |
| 最低気温記録 °C （°F）    | −26.6 (−15.9)             | −27.6 (−17.7)             | −24.8 (−12.6)             | −15.5 (4.1)               | −7.5 (18.5)               | −2.4 (27.7)               | 3.1 (37.6)                | 3.1 (37.6)                | −1.6 (29.1)               | −8.1 (17.4)               | −14.8 (5.4)               | −24.3 (−11.7)             | −27.6 (−17.7)             |
| 降水量 mm （inch）        | 54.5 (2.146)              | 50.5 (1.988)              | 83.1 (3.272)              | 95.2 (3.748)              | 116.0 (4.567)             | 115.0 (4.528)             | 210.7 (8.295)             | 203.3 (8.004)             | 160.3 (6.311)             | 127.2 (5.008)             | 108.0 (4.252)             | 84.8 (3.339)              | 1,405.1 (55.319)          |
| 平均月間日照時間          | 61.0                      | 69.7                      | 107.3                     | 151.0                     | 177.7                     | 150.4                     | 126.8                     | 142.7                     | 122.2                     | 124.2                     | 94.9                      | 64.6                      | 1,392.4                   |
| 出典：気象庁              |                           |                           |                           |                           |                           |                           |                           |                           |                           |                           |                           |                           |                           |

## 歴史

### 先史
域内には、旧石器時代頃の小石川遺跡が所在しており、この頃から人々の生活が営われていたとされる。

### 近世
江戸時代頃になると、藪川村が村名として邦内郷村志や御蔵給所惣高書上帳に村高22石余の村として記録されており、盛岡藩（南部藩）の領土、上田通に属していた。邦内郷村志および本枝村付並位付には、家数58、馬71の馬継駅場並びに小本街道（現在の国道455号に相当）の宿場とされ、位付は下の下とされた。また、周辺の村々が田畑人馬不足で伝馬役の者が藪川村で馬待をしたため、待村（まちむら）と呼ばれることもあった。現在も、その名残で域内には町村（まちむら）という小字が存在する。

### 近代
旧幕府勢力が戊辰戦争に敗れると、藪川村は明治元年松代藩取締、盛岡藩から、廃藩置県を経て、盛岡県、岩手県となった。
1889年、藪川村は町村制を施行し、自治体となるも、財政的に自立することが難しいとされ、隣村の玉山村と組合村を形成し、組合村役場は玉山村日戸（現：盛岡市日戸）に設置された。
1923年になると、世帯数は124世帯、人口は829人となり、ほとんどの家は農業に従事していた。1935年では、世帯数が143世帯となり、増加が見られたが、当時の藪川村の人口密度は5人/km2と岩手県および全国で最少の部類に属した。

### 沿革
- 1644年5月10日 - 藪川村に吉利支丹改が派遣された[17]。
- 1682年 - 域内に、吉利支丹禁制の御札がたてられた[17]。
- 1699年 - 域内に、人身売買禁止の御札がたてられた[17]。
- 1873年（明治6年） - 字外山に外山郵便局ができる[5]。
- 1876年（明治9年）
  - 字外山に面積3,300町歩の県営外山牧場が完成[5]。
  - 9月 - 字町村に藪川学校設立[5]。
- 1877年（明治10年）
  - 盛岡〜藪川間に新道が完成し、外山牧場におよそ牛馬100頭が導入された[5]。
  - イギリス人であるマッキノンが招かれ、開墾が押し進められた[5]。
- 1879年（明治12年） - 外山牧場内に県立獣医学舎（岩手県立盛岡農業高等学校の前身）が設立[5]。
- 1889年（明治22年） - 町村制施行に伴い、藪川村が単独で自治体を構成するも、玉山村と組合村となる[5]。
- 1897年（明治30年） - 郡制施行に伴い、藪川村が岩手郡の管轄になった。
- 1954年（昭和41年）4月1日 - 藪川村が玉山村に編入されるに伴って、藪川村は玉山村藪川となる[5]。
- 2006年（平成18年）1月10日 - 玉山村が盛岡市に編入されるに伴って、盛岡市玉山区藪川となる。
- 2016年（平成28年）3月31日 - 玉山区が廃止され、盛岡市藪川と住所変更される。

## 施設
- 盛岡市外山森林公園（藪川字大の平31-1）[18]
- 岩手県農業研究センター畜産研究所外山畜産研究室（藪川字大の平40）[19]
- 岩洞湖家族旅行村（藪川字亀橋33-4）[20]
- JA新いわて藪川事業所（藪川字外山11-3）[21]
- 玉山総合事務所薮川出張所（藪川字外山27-7）[22]
- 薮川郵便局（藪川字外山558-12）[23]
- アメダス薮川観測所（藪川字外山）[24][25]
- 町村ふれあいセンター（藪川字町村75-1）[26]

## 交通

### 鉄道
域内に鉄道は通っておらず、鉄道駅は存在しないが、最寄駅は上米内駅（JR山田線）などが挙げられる。

### 道路

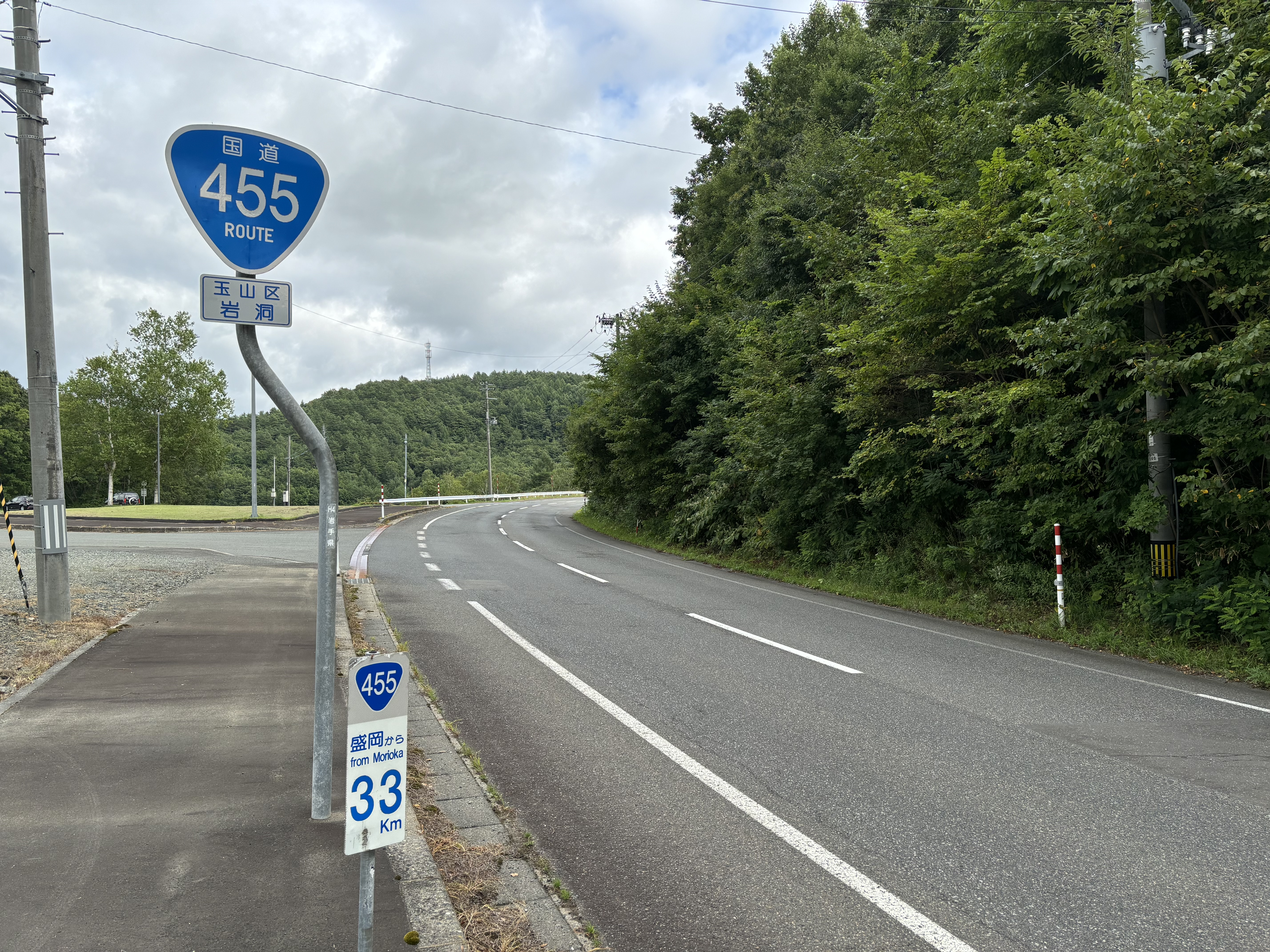
藪川における国道455号

- 国道455号
  - 早坂峠道路：バイパス道路
- 岩手県道158号藪川川口線
- 岩手県道204号大志田停車場線

### バス
- ジェイアールバス東北
  - 早坂高原線[27][28]

## 統計

### 人口
盛岡市の住民基本台帳によると2022年（令和4年）5月末時点での藪川の人口および世帯数の統計は以下の通りである。
| 小字   | 世帯数  | 男   | 女   | 計    |
| ------ | ------- | ---- | ---- | ----- |
| 末崎川 | 2世帯   | 2人  | 2人  | 4人   |
| 町村   | 26世帯  | 19人 | 22人 | 41人  |
| 日向   | 17世帯  | 19人 | 21人 | 40人  |
| 逆川   | 2世帯   | 2人  | 0人  | 2人   |
| 橋場   | 4世帯   | 3人  | 5人  | 8人   |
| 外山   | 36世帯  | 31人 | 23人 | 54人  |
| 大の平 | 17世帯  | 16人 | 16人 | 32人  |
| 合計   | 104世帯 | 92人 | 89人 | 181人 |

## 教育
域内に学校は存在せず、生徒たちは小学校、中学校、高等学校のいずれに通うのに、藪川を出なければならない。小学校は上米内に所在する盛岡市立米内小学校に、中学校は桜台に所在する盛岡市立米内中学校が学区となっている。